# Морон (Буенос-Айрес)
Морон — місто в Аргентині, у провінції Буенос-Айрес, є частиною Великого Буенос-Айреса. Місто розташовано за 20 км на захід від центру Буенос-Айреса. З центром столиці Морон з'єднується автобусним маршрутом, що прямує по Авеніда Рівадавія, а також залізничною лінією.

## Галерея

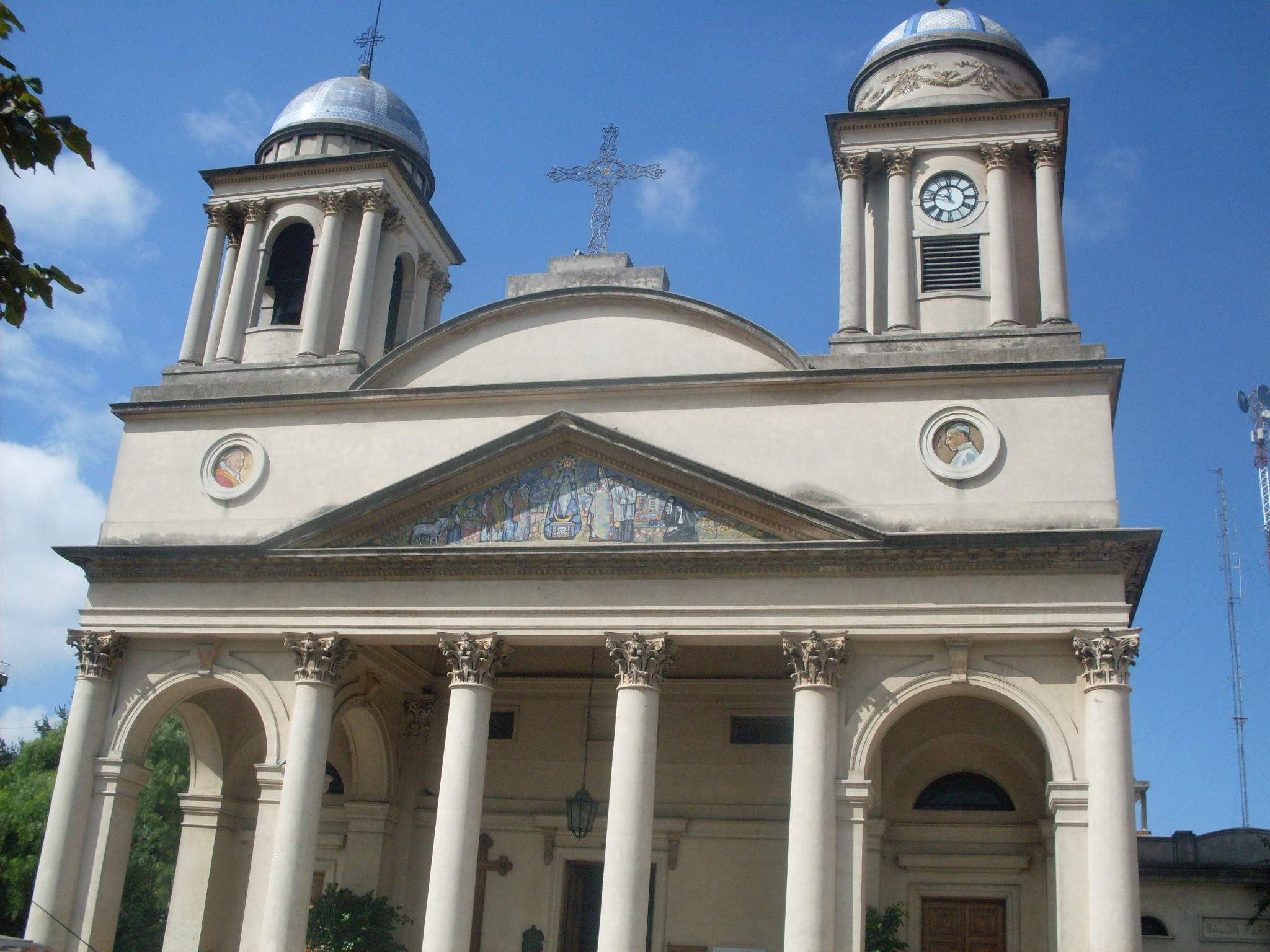
Кафедральний собор
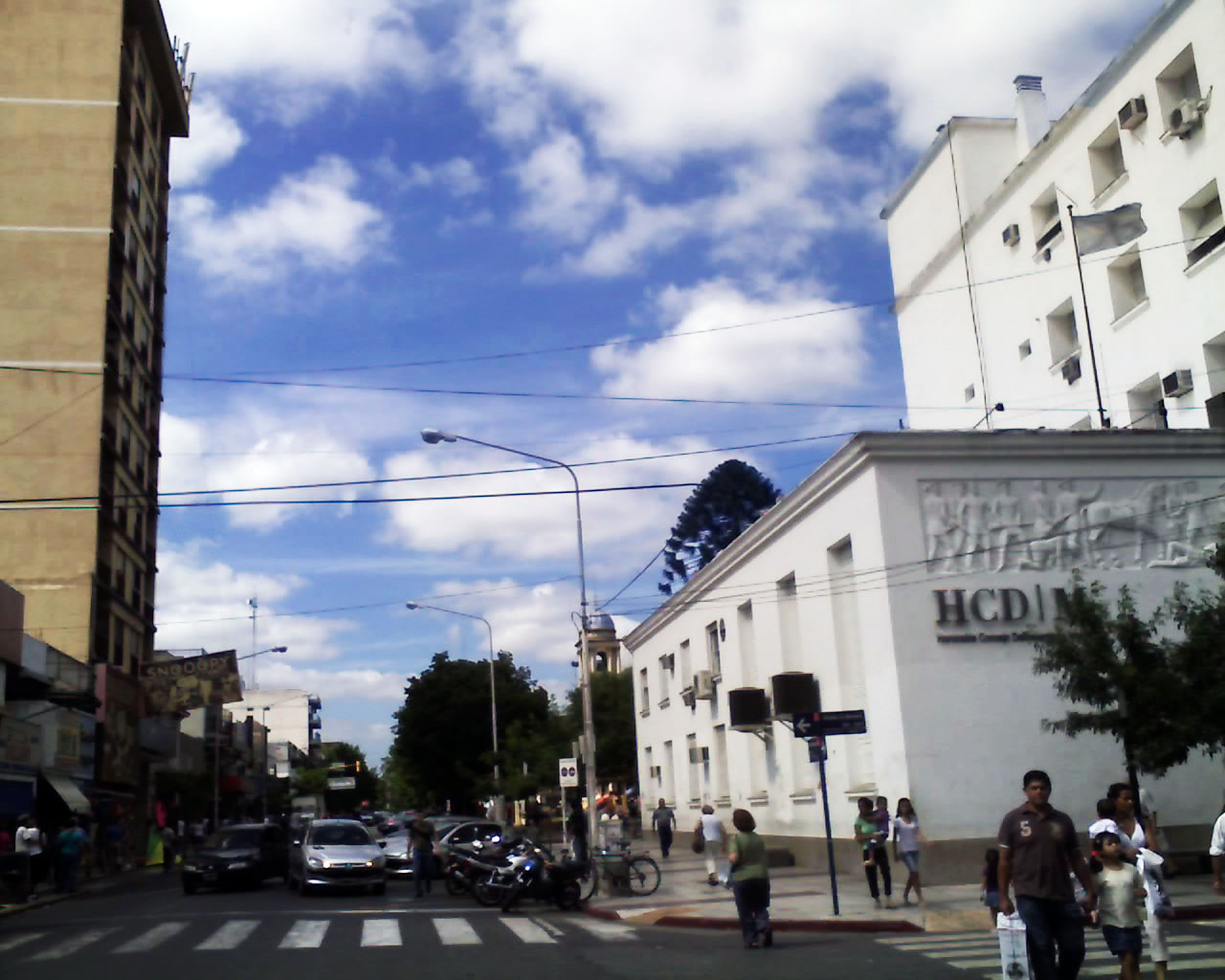
Вулиця Бельграно
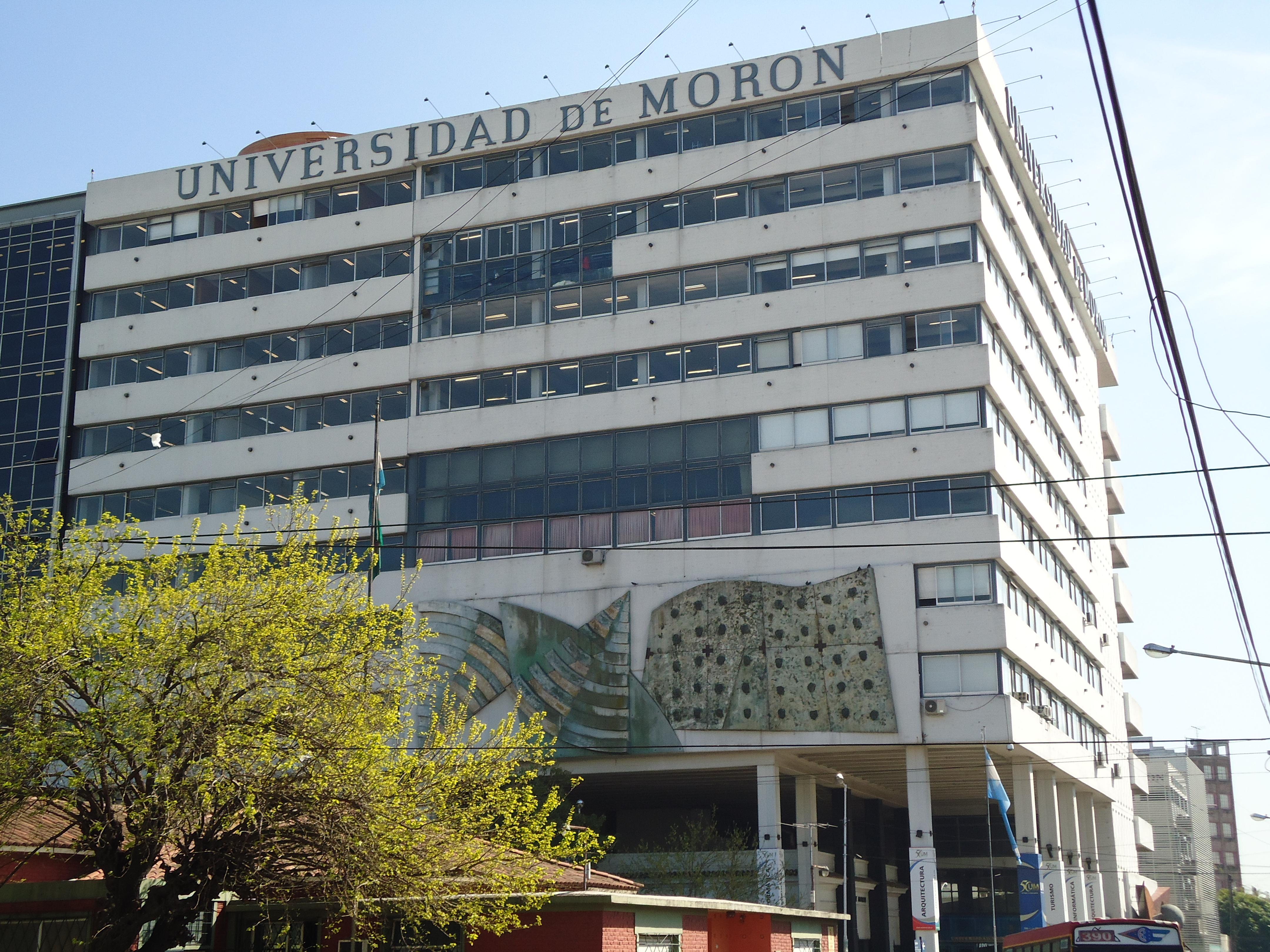
Моронський університет